# Marga Planspiel
Das Marga Planspiel (eigene Schreibweise: MARGA Planspiel) ist das erste deutsche Unternehmensplanspiel. Das General-Management-Planspiel wird von Unternehmen und Hochschulen zur Weiterbildung von Nachwuchsführungskräften und Potentialträgern in verschiedenen Formaten eingesetzt. Unabhängig vom jeweiligen Format ist es das Ziel, den Teilnehmenden Einblicke in sämtliche Funktionsbereiche eines Unternehmens zu gewähren. 
Der erste MARGA Planspiel-Wettbewerb wurde im Jahr 1971 durchgeführt. Bei diesem Planspiel-Wettbewerb handelt es sich um ein Unternehmensplanspiel. Die Teilnehmenden agieren im Team als Unternehmensvorstand und lernen betriebswirtschaftliche Zusammenhänge kennen. Die Veranstalter des Wettbewerbs waren das damalige Universitätsseminar der Wirtschaft (kurz USW) und die Verlagsgruppe Handelsblatt.
Seit 1971 findet der Marga Planspiel-Wettbewerb durchgängig jährlich statt, heute unter dem Dach der Marga Business Simulations GmbH. Das USW wurde im Jahr 2002 in die European School of Management and Technology integriert. Diese ist bis heute am Unternehmen Marga Business Simulations beteiligt. Sitz des Unternehmens ist in Erftstadt. 

## Auszeichnungen
Im Juli 2021 wurde der MARGA Online Planspiel-Wettbewerb mit dem Comenius-EduMedia-Siegel und der Comenius-EduMedia-Medaille ausgezeichnet. Mit der Auszeichnung würdigt die Gesellschaft für Pädagogik, Information und Medien e. V. (GPI) herausragende digitale Bildungsmedien für Beruf, Ausbildung, Schule, Kultur und Freizeit. 